# Grand Prix de Baden
Groupe 1
Le Grand Prix de Baden (Grosser Preis Von Baden en allemand) est une course hippique de galop qui se dispute sur l'hippodrome d'Iffezheim à Baden-Baden au début de septembre.
C'est une course de Groupe I, réservée aux pur-sang de 3 ans et plus, qui se court sur 2 400 mètres. Le Grand Prix de Baden sert parfois de course préparatoire pour des chevaux visant le Prix de l'Arc de Triomphe au mois d'octobre.
Depuis 2007, pour la 135e édition, l'allocation de la course est de seulement 400 000 €, contre 750 000 € l'année précédente, crise financière dans le sport hippique allemand oblige.

## Palmarès depuis 1986
| Année | Vainqueur        | S/A | Pays        | Père              | Jockey               | Entraîneur           | Propriétaire                    | Temps   |
| ----- | ---------------- | --- | ----------- | ----------------- | -------------------- | -------------------- | ------------------------------- | ------- |
| 2023  | Zagrey           | M.4 | France      | Zarak             | Christophe Soumillon | Yann Barberot        | Éc. Altima & G.Augustin-Normand | 2'39"77 |
| 2022  | Mendocino        | M.4 | Allemagne   | Adlerflug         | Rene Piechulek       | Sarah Steinberg      | Stall Salzburg                  | 2'38"71 |
| 2021  | Torquator Tasso  | M.4 | Allemagne   | Adlerflug         | René Piechulek       | Marcel Weiss         | Gestüt Auenquelle               | 2'29"21 |
| 2020  | Barney Roy       | H.6 | Royaume-Uni | Excelebration     | James Doyle          | Charlie Appleby      | Godolphin                       | 2'39"52 |
| 2019  | Ghaiyyath        | M.4 | Royaume-Uni | Dubawi            | William Buick        | Charlie Appleby      | Godolphin                       | 2'30"08 |
| 2018  | Best Solution    | M.4 | Royaume-Uni | Kodiac            | Patrick Cosgrave     | Saeed bin Suroor     | Godolphin                       | 2'37"38 |
| 2017  | Guignol          | M.5 | Allemagne   | Cape Cross        | Filip Minarik        | Jean-Pierre Carvalho | Stall Ullmann                   | 2'32"55 |
| 2016  | Iquitos          | M.4 | Allemagne   | Adlerflug         | Ian Ferguson         | Hans-Jurgen Gröschel | Stall Mulligan                  | 2'33"79 |
| 2015  | Prince Gibraltar | M.4 | France      | Rock of Gibraltar | Fabrice Veron        | Jean-Claude Rouget   | Jean-François Gribomont         | 2'31"48 |
| 2014  | Ivanhowe         | M.4 | Allemagne   | Soldier Hollow    | Filip Minarik        | Jean-Pierre Carvalho | Gestüt Schlenderhan             | 2'36"30 |
| 2013  | Novellist        | M.4 | Allemagne   | Monsun            | Eduardo Pedroza      | Andreas Wöhler       | Christoph Berglar               | 2'33"90 |
| 2012  | Danedream        | F.4 | Allemagne   | Lomitas           | Andrasch Starke      | Peter Schiergen      | Gestüt Burg Eberstein           | 2'36"23 |
| 2011  | Danedream        | F.3 | Allemagne   | Lomitas           | Andrasch Starke      | Peter Schiergen      | Gestüt Burg Eberstein           | 2'37"52 |
| 2010  | Night Magic      | F.4 | Allemagne   | Sholokhov         | Filip Minarik        | W. Figge             | Stall Salzburg                  | 2'32"73 |
| 2009  | Getaway          | M.6 | France      | Monsun            | Adrienus Vries       | Jens Hirschberger    | Baron G.Ullmann                 | 2'36"06 |
| 2008  | Kamsin           | M.3 | Allemagne   | Samum             | Johan Victoire       | Peter Schiergen      | Stall Blankenese                | 2'37"68 |
| 2007  | Quijano          | M.5 | Allemagne   | Acatenango        | Andrasch Starke      | Peter Schiergen      | Gestüt Fährhof                  | 2'28"19 |
| 2006  | Prince Flori     | M.3 | Allemagne   | Lando             | Filip Minarik        | Sascha Smrczek       | Stall Reni                      | 2'33"87 |
| 2005  | Warrsan          | M.7 | Royaume-Uni | Caerleon          | Kerrin McEvoy        | Clive Brittain       | Saeed Manana                    | 2'33"87 |
| 2004  | Warrsan          | M.6 | Royaume-Uni | Caerleon          | Kerrin McEvoy        | Clive Brittain       | Saeed Manana                    | 2'32"79 |
| 2003  | Mamool           | M.4 | Royaume-Uni | In The Wings      | Frankie Dettori      | Saeed Bin Suroor     | Godolphin                       | 2'32"75 |
| 2002  | Marienbard       | M.5 | Royaume-Uni | Caerleon          | Frankie Dettori      | Saeed Bin Suroor     | Godolphin                       | 2'34"93 |
| 2001  | Morshdi          | M.3 | Royaume-Uni | Slip Anchor       | Philip Robinson      | Michael Jarvis       | Darley Racing                   | 2'31"27 |
| 2000  | Samum            | M.3 | Allemagne   | Monsun            | Andrasch Starke      | Andreas Schütz       | Stall Blankenese                | 2'38"95 |
| 1999  | Tiger Hill       | M.4 | Allemagne   | Danehill          | Terence Hellier      | Peter Schiergen      | Baron Georg von Ullmann         | 2'29"91 |
| 1998  | Tiger Hill       | M.3 | Allemagne   | Danehill          | Andreas Suborics     | Peter Schiergen      | Baron Georg von Ullmann         | 2'40"16 |
| 1997  | Borgia           | F.3 | Allemagne   | Acatenango        | Kieren Fallon        | Bruno Schütz         | Gestüt Ammerland                | 2'28"56 |
| 1996  | Pilsudski        | M.4 | Royaume-Uni | Polish Precedent  | Walter Swinburn      | Michael Stoute       | Lord Weinstock                  | 2'26"74 |
| 1995  | Germany          | M.4 | Allemagne   | Trempolino        | Frankie Dettori      | Bruno Schütz         | Jaber Abdullah                  | 2'37"72 |
| 1994  | Lando            | M.4 | Allemagne   | Acatenango        | Peter Schiergen      | Heinz Jentzsch       | Gestüt Ittlingen                | 2'27"33 |
| 1993  | Lando            | M.3 | Allemagne   | Acatenango        | Andrzej Tylicki      | Heinz Jentzsch       | Gestüt Ittlingen                | 2'28"20 |
| 1992  | Mashaallah       | M.4 | Royaume-Uni | Nijinsky          | John A. Reid         | John Gosden          | Ahmed Al Maktoum                | 2'37"83 |
| 1991  | Lomitas          | M.3 | Allemagne   | Niniski           | Peter Schiergen      | Andreas Wöhler       | Gestüt Fährhof                  | 2'28"81 |
| 1990  | Mondrian         | M.5 | Allemagne   | Surumu            | Manfred Hofer        | Uwe Stoltefuss       | Stall Hanse                     | 2'34"65 |
| 1989  | Mondrian         | M.4 | Allemagne   | Surumu            | Kevin Woodburn       | Uwe Stoltefuss       | Stall Hanse                     | 2'29"68 |
| 1988  | Carroll House    | M.3 | Royaume-Uni | Lord Gayle        | Bruce Raymond        | Michael Jarvis       | Antonio Balzarini               | 2'52"70 |
| 1987  | Acatenango       | M.5 | Allemagne   | Surumu            | Georg Bocskai        | Heinz Jentzsch       | Gestüt Fährhof                  | 2'34"70 |
| 1986  | Acatenango       | M.4 | Allemagne   | Surumu            | Georg Bocskai        | Heinz Jentzsch       | Gestüt Fährhof                  | 2'28"30 |

## Référence
- Galopp-Sieger.de - Grosser Preis von Baden